# H.H. Nicolaas en Barbarakerk
De kerk van de H.H. Nicolaas en Barbara, ofwel Oude Kerk (Limburgs: Aw Kirk), is een rooms-katholieke parochiekerk in het centrum van de Nederlands-Limburgse plaats Valkenburg. Het deels romaanse, deels gotische en deels neogotische gebouw is een rijksmonument. Ten noorden van de kerk stroomt aan de overzijde van de straat de rivier de Geul.
Op ongeveer 200 meter naar het oosten ligt de Onze-Lieve-Vrouw van Altijddurende Bijstandkerk (Nuuj Kirk) aan het Walramplein.

## Geschiedenis
De kerk (of kapel) van Valkenburg werd voor het eerst genoemd in 1228. In 1281 werd ze parochiekerk. De kerk stond vlak bij de plaats waar in de 14e eeuw de Geulpoort werd gebouwd. De toren dateert uit het midden van de 13e eeuw, maar werd pas in 1463 voltooid. De huidige kerk kwam eveneens grotendeels tot stand in de 14e eeuw, maar werd in de 15e eeuw sterk verbouwd.
Van 1633 tot 1819 was de kerk simultaankerk voor zowel katholieken als protestanten.
De kerk werd door de eeuwen heen na branden en oorlogsgeweld diverse malen gerestaureerd en verbouwd, waarvan de uitbreidingen door Pierre Cuypers uit 1891 en die door zijn zoon Joseph Cuypers uit 1904 de meest ingrijpende waren. In 1983 werd de kerk voor het laatst gerestaureerd.
De kerk heeft vanouds twee beschermheiligen, Nicolaas van Myra en Barbara van Nicomedië. Hun naamdagen liggen dicht bij elkaar: 4 en 6 december. De kerk van de H.H. Nicolaas en Barbara wordt ook wel "oude kerk" genoemd; dit ter onderscheiding van de andere katholieke parochiekerk in het centrum van Valkenburg, de kerk van Onze-Lieve-Vrouw van Altijddurende Bijstand uit 1961, de "nieuwe kerk".
In juli 2021 overstroomde de Geul en zette de rivier het centrum blank, waaronder de kerk. Het water stond in de kerk ongeveer 120 centimeter hoog. Na de overstroming werd de kerk door vrijwilligers schoongemaakt.

## Beschrijving exterieur
De kerk ligt midden in het centrum van Valkenburg. Aan de noordzijde bevindt zich een plantsoen, waarop een perroen met een beeldje van Sint-Nicolaas is geplaatst: de Nicolaas-perroen. Hier bevinden zich ook een Mariakapel, de Vredesvlam en het Heilig Hartbeeld. Aan de oostzijde bevindt zich een mergelstenen poortje, dat de toegang vanaf de Grotestraat afsluit. Aan de zuidzijde bevindt zich de pastorie.
De kerk is een laatgotische pseudobasiliek uit de 14e eeuw met een transept en een oudere toren, die romaanse kenmerken heeft. Het koor werd rond 1830 verlengd. De westelijke aanbouw rondom de toren kwam tot stand onder Pierre Cuypers in het laatste kwart van de 19e eeuw. De overige uitbreidingen, waaronder de verlenging van de transepten, dateren uit het begin van de 20e eeuw.

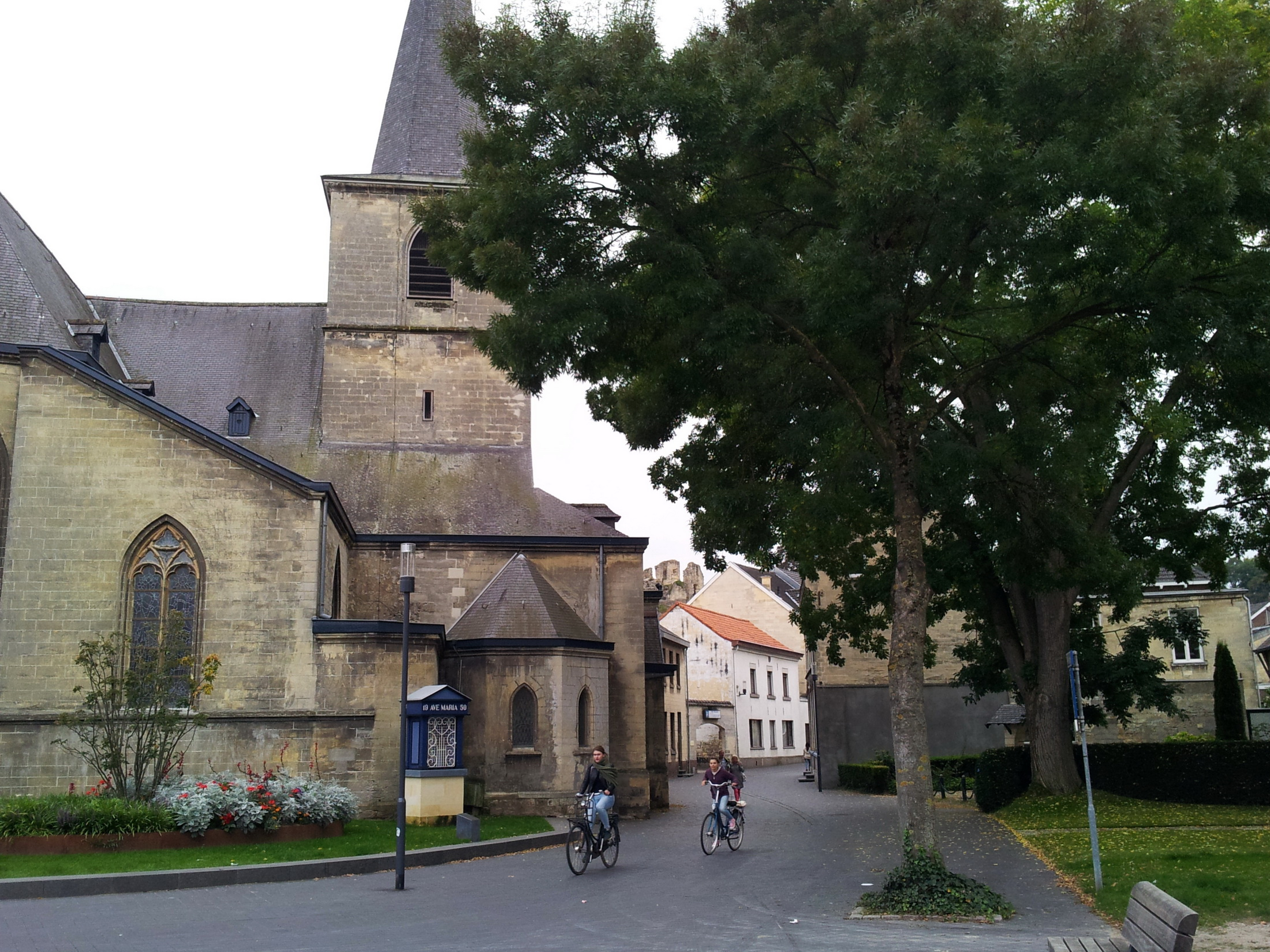
Zicht vanuit het noordwesten
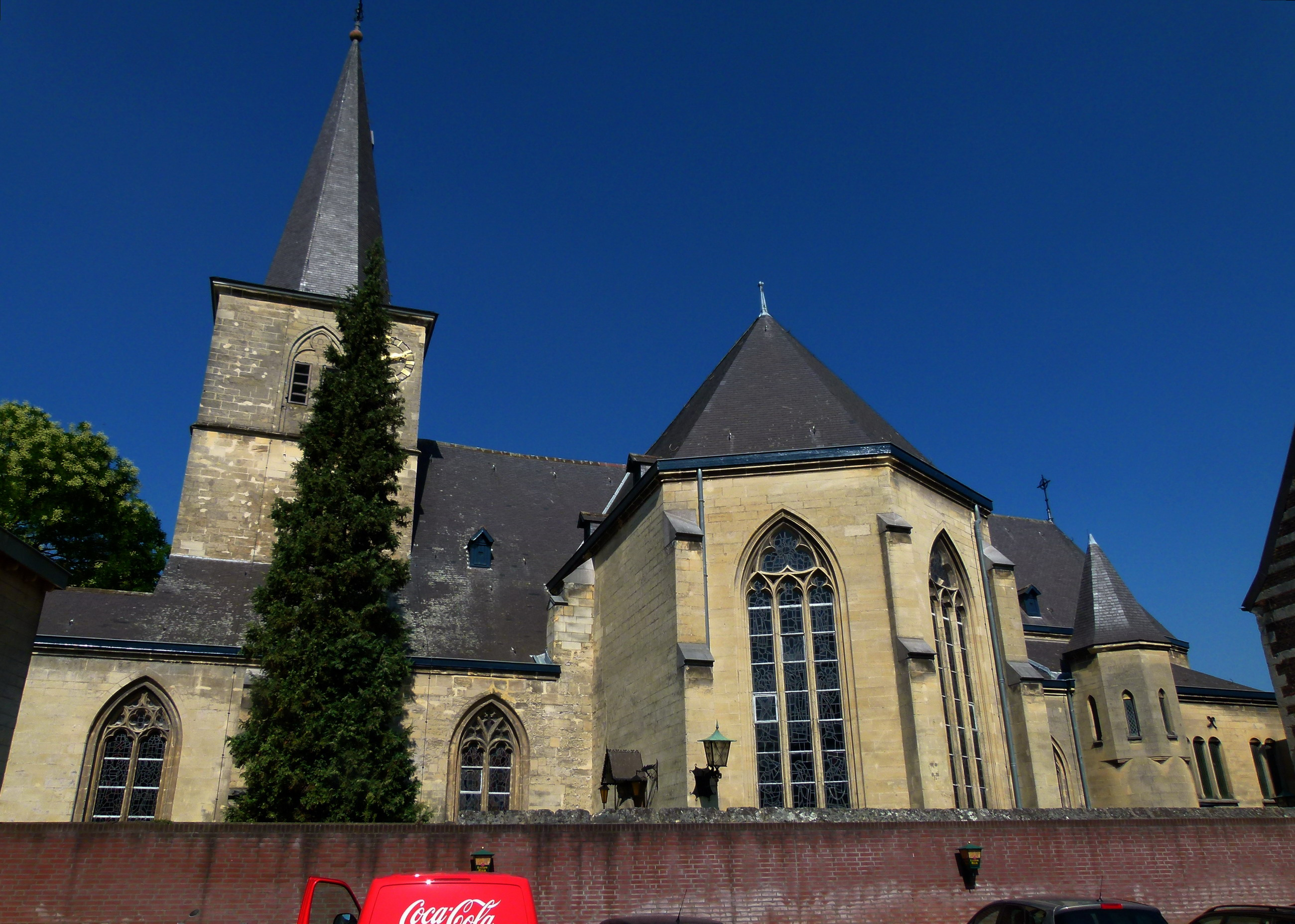
Zicht vanuit het zuiden
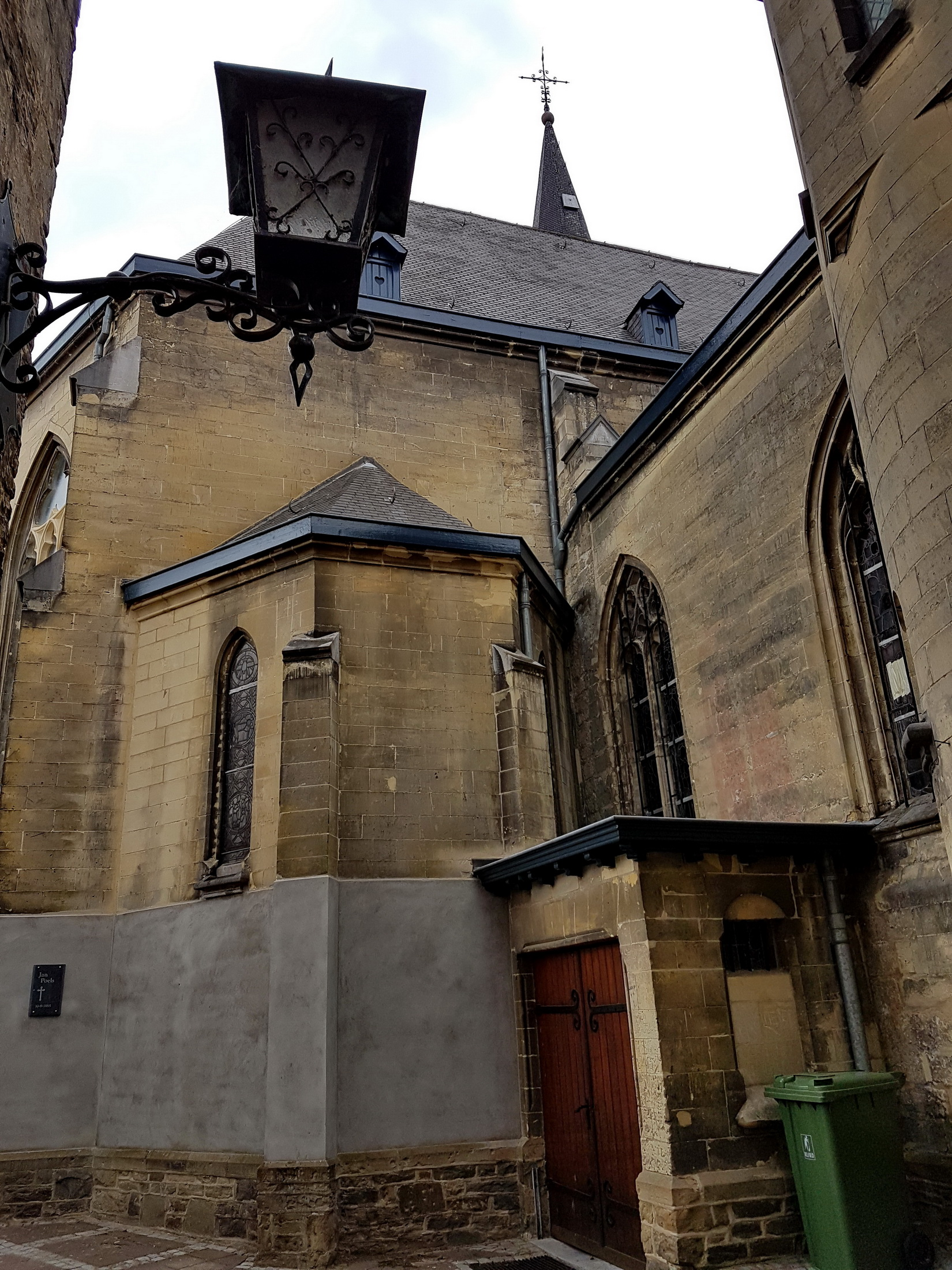
Zuidertransept
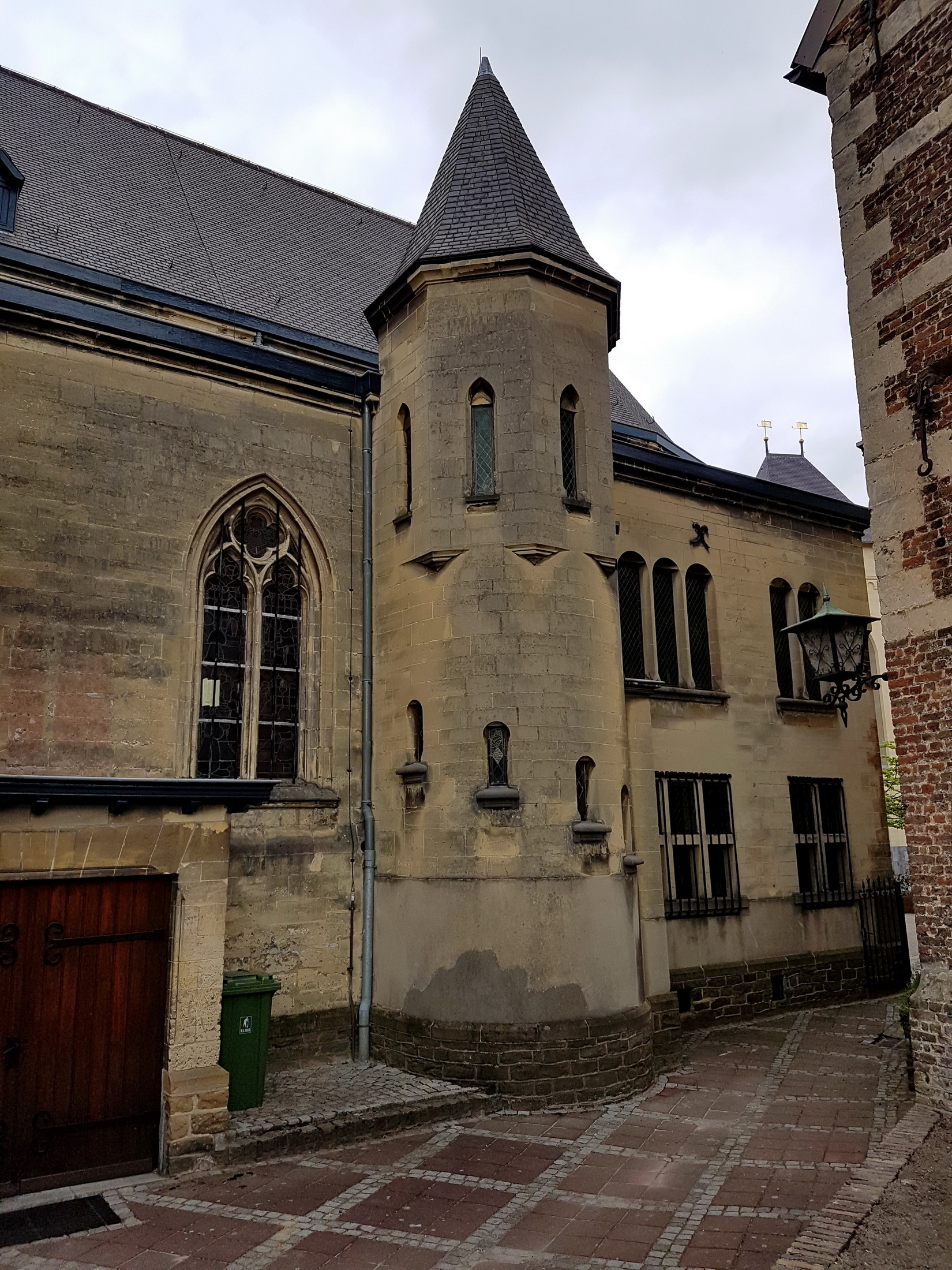
Torentje zuidzijde
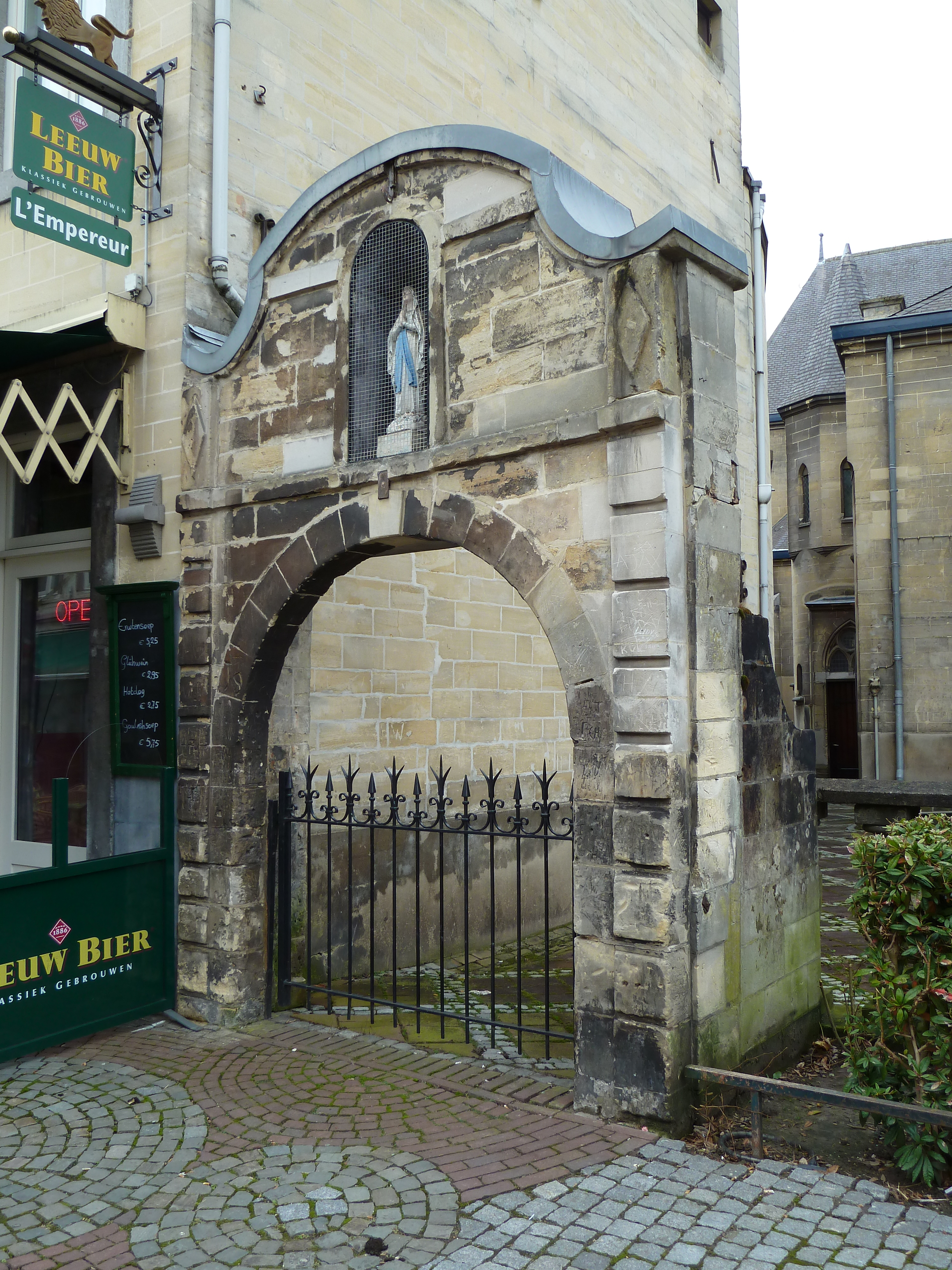
Poortje Kerksteeg
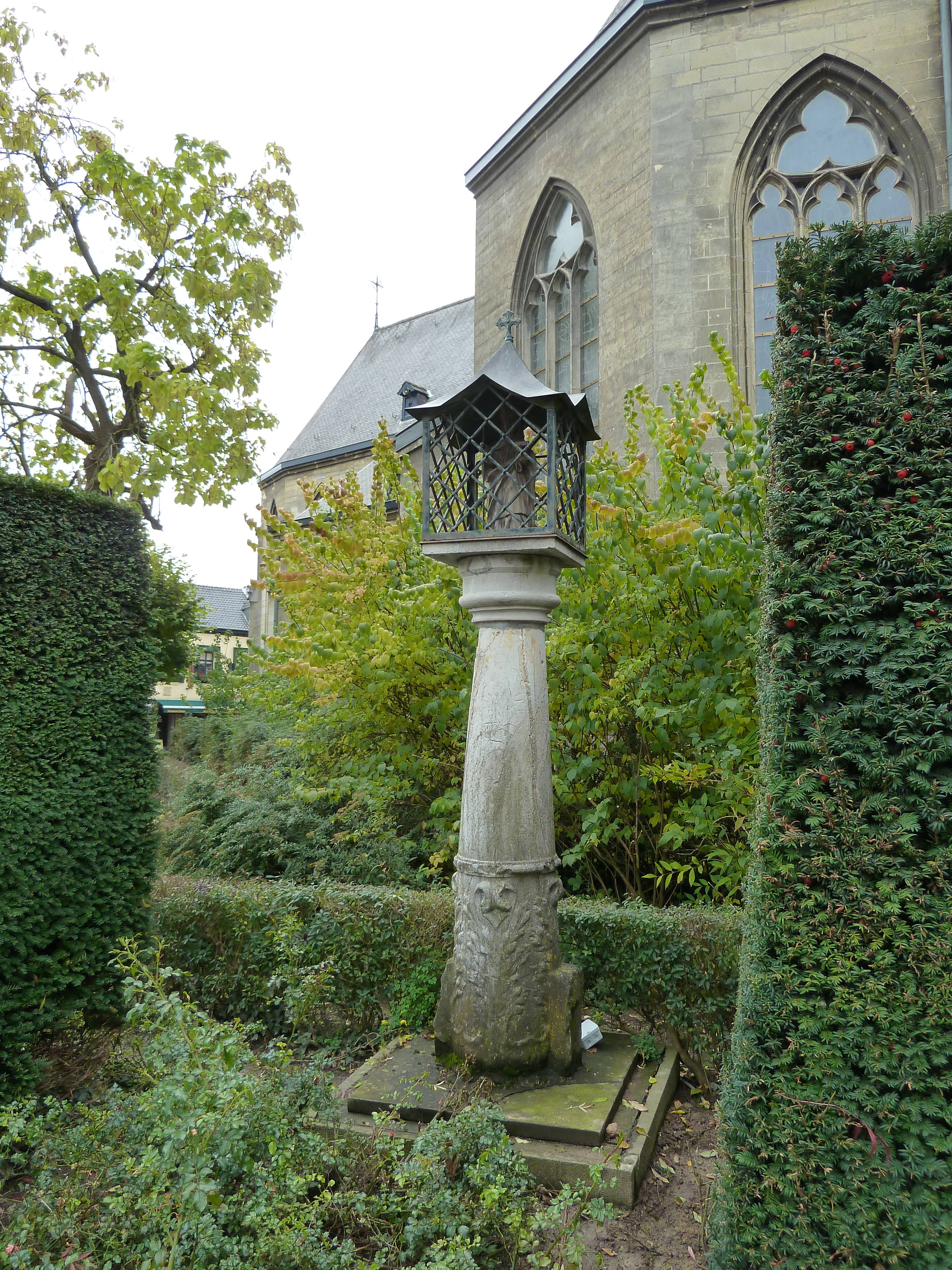
Perroen en Sint-Nicolaas
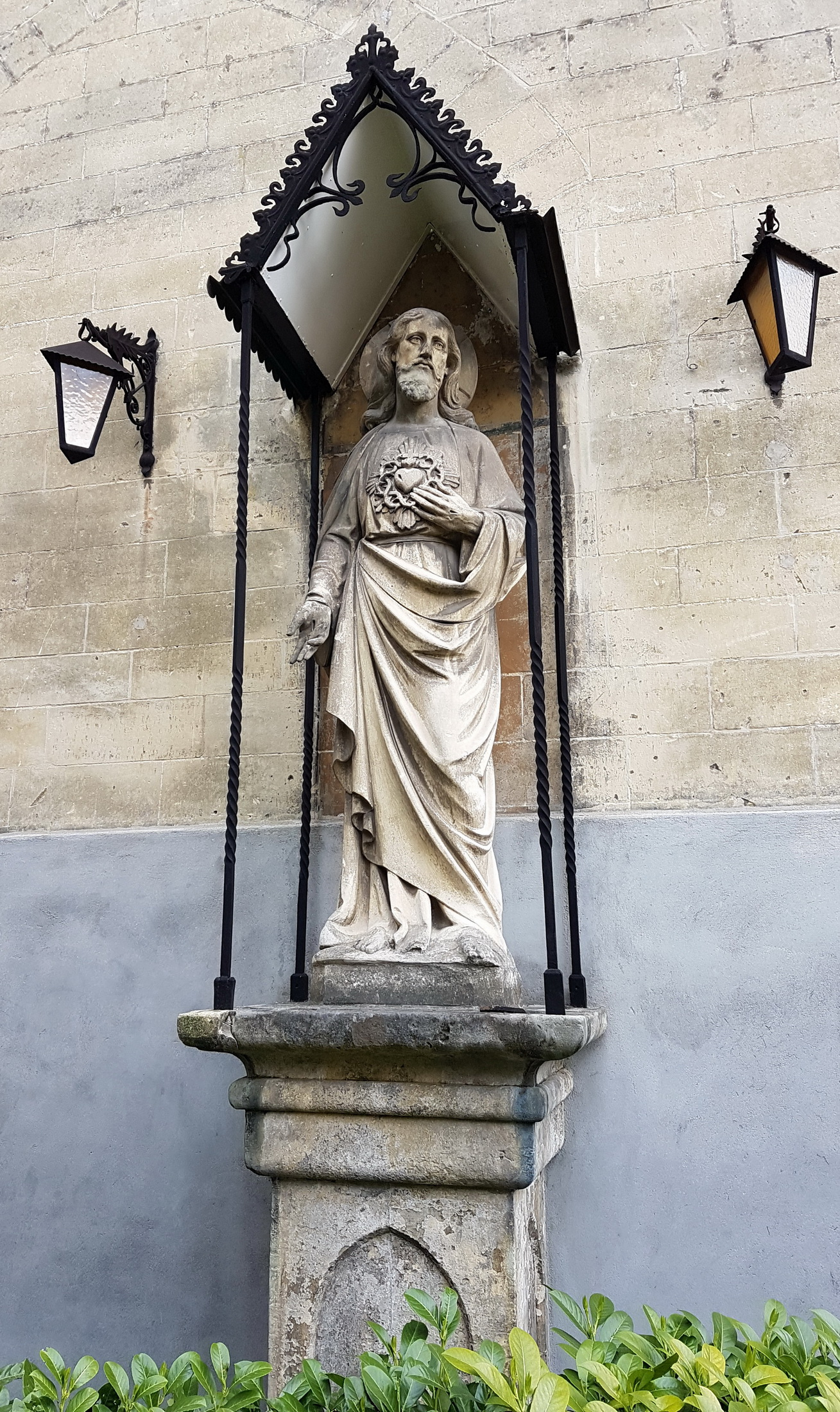
Heilig Hartbeeld
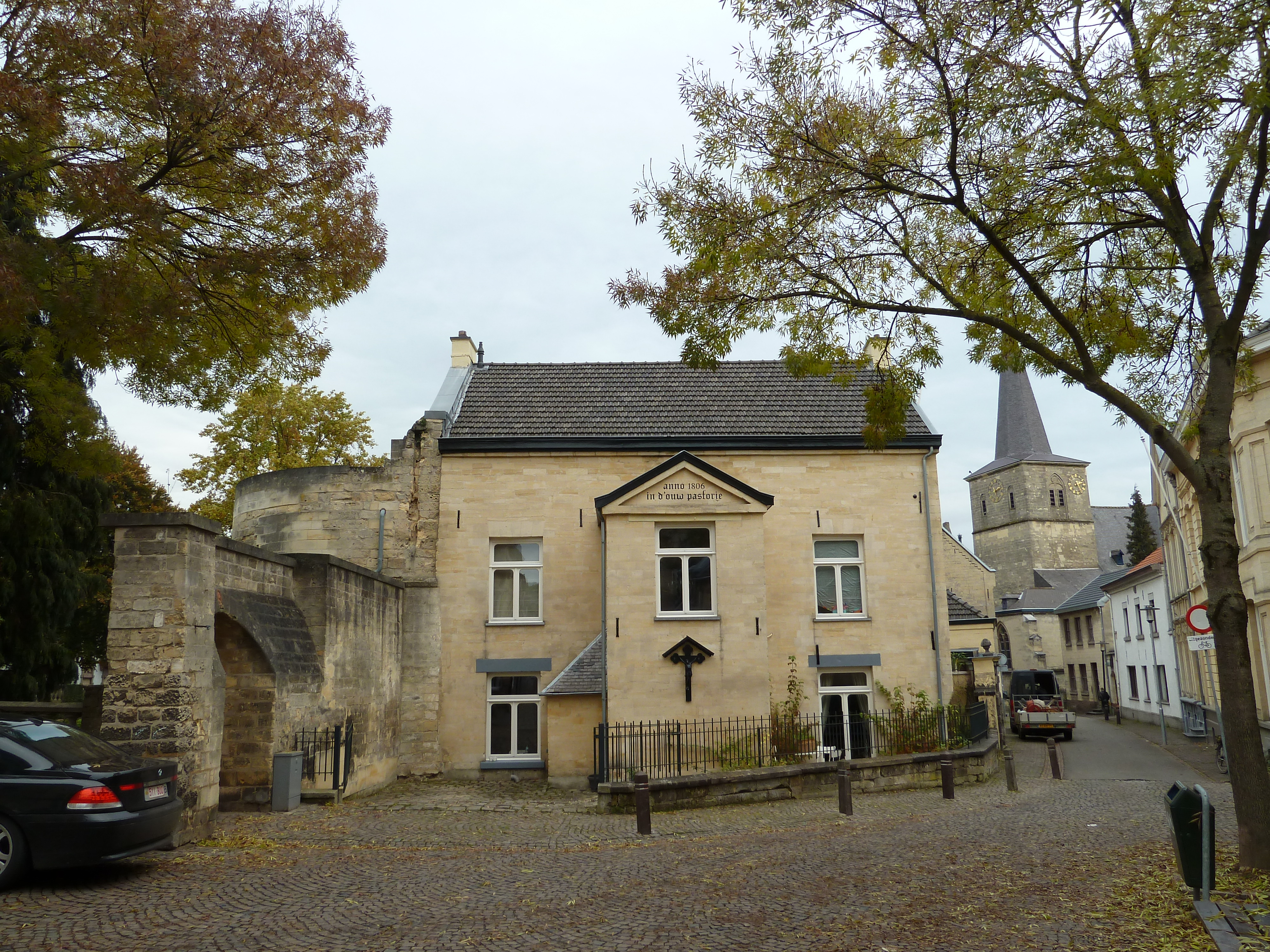
Oude pastorie

## Beschrijving interieur
Het interieur wordt gedekt door gotische kruisribgewelven. In het koor bevinden zich resten van gewelfschilderingen. De aankleding van de kerk is voornamelijk het werk van Cuypers, hoewel de neogotische polychromie in 1965 na een brand grotendeels is verwijderd. De glas-in-loodramen zijn 20e-eeuws. De marmeren doopvont dateert uit circa 1600. De twee eiken koorbanken is uit het begin van de 19e eeuw; het hoofdaltaar, de communiebank en de preekstoel uit 1905.

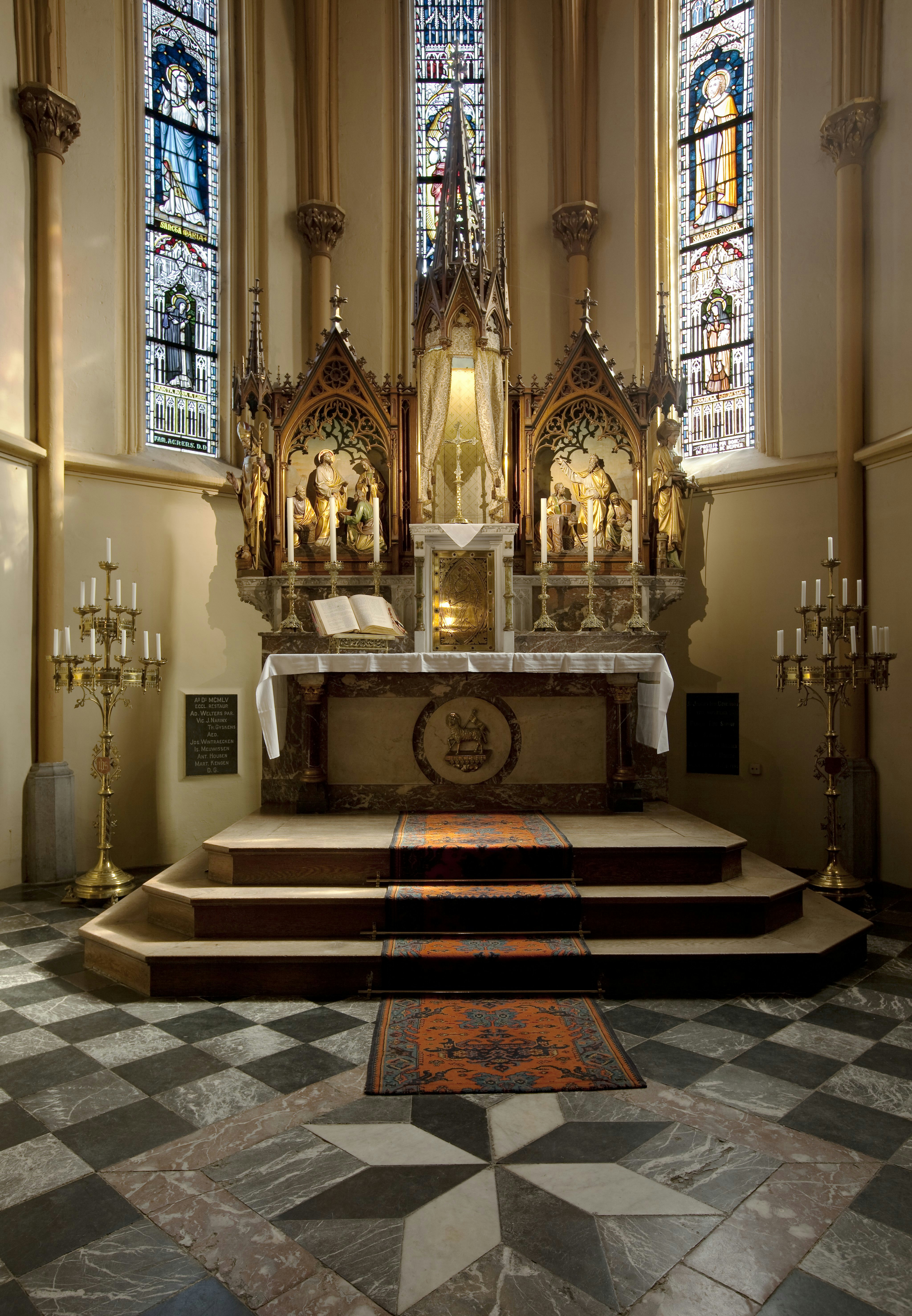
Zicht op het koor
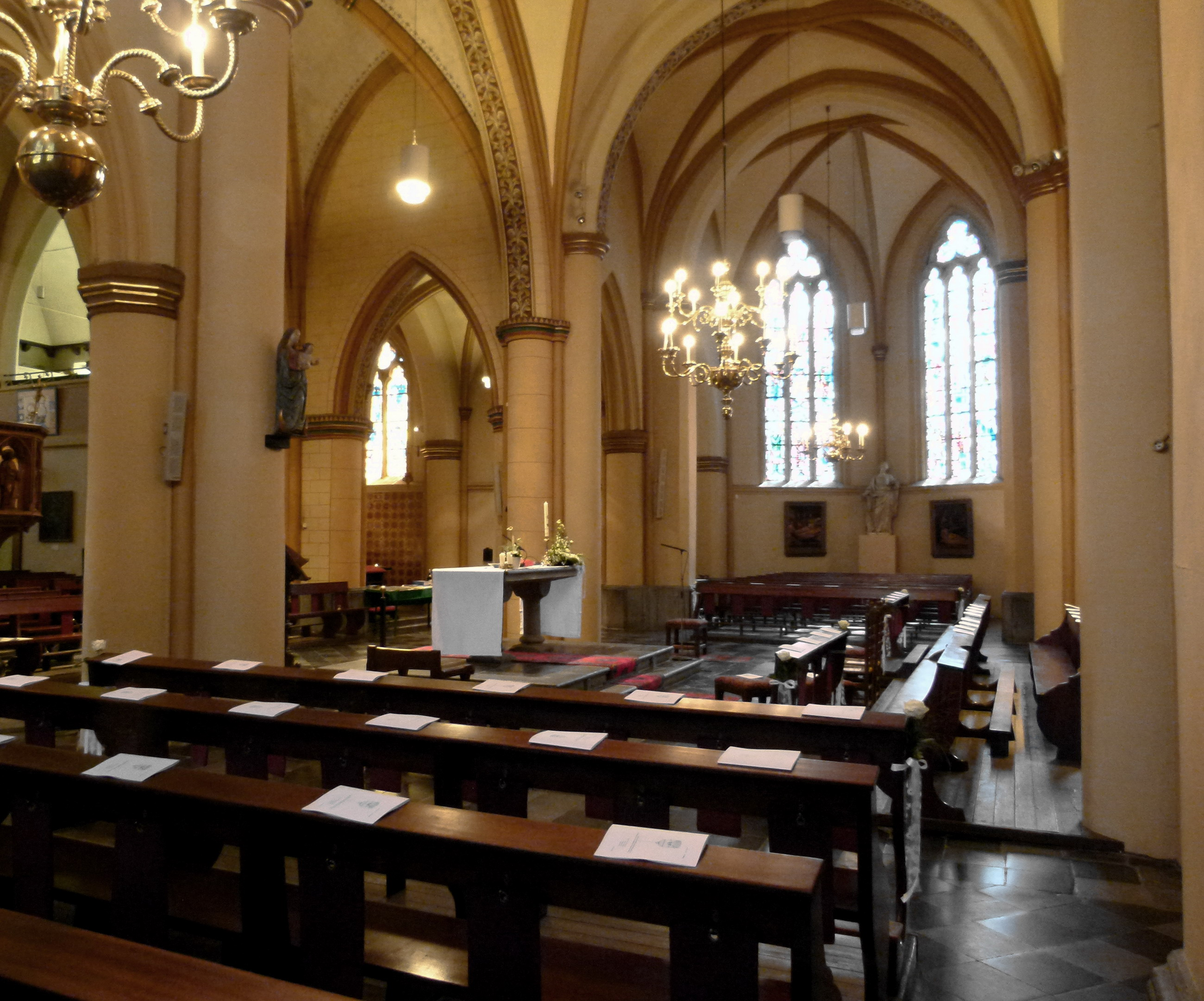
Zicht op het zuidertransept
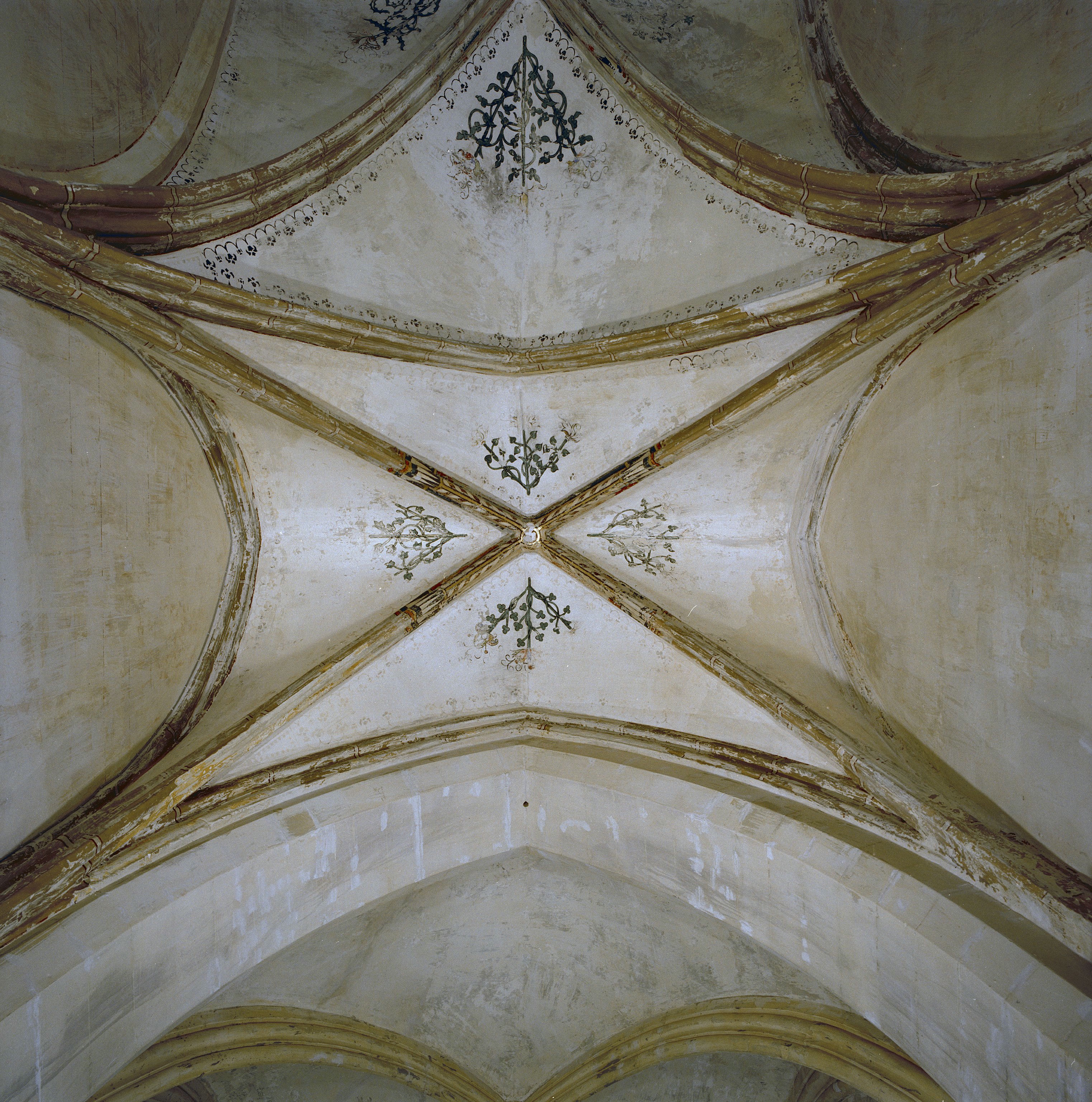
Gewelfschildering koortravee
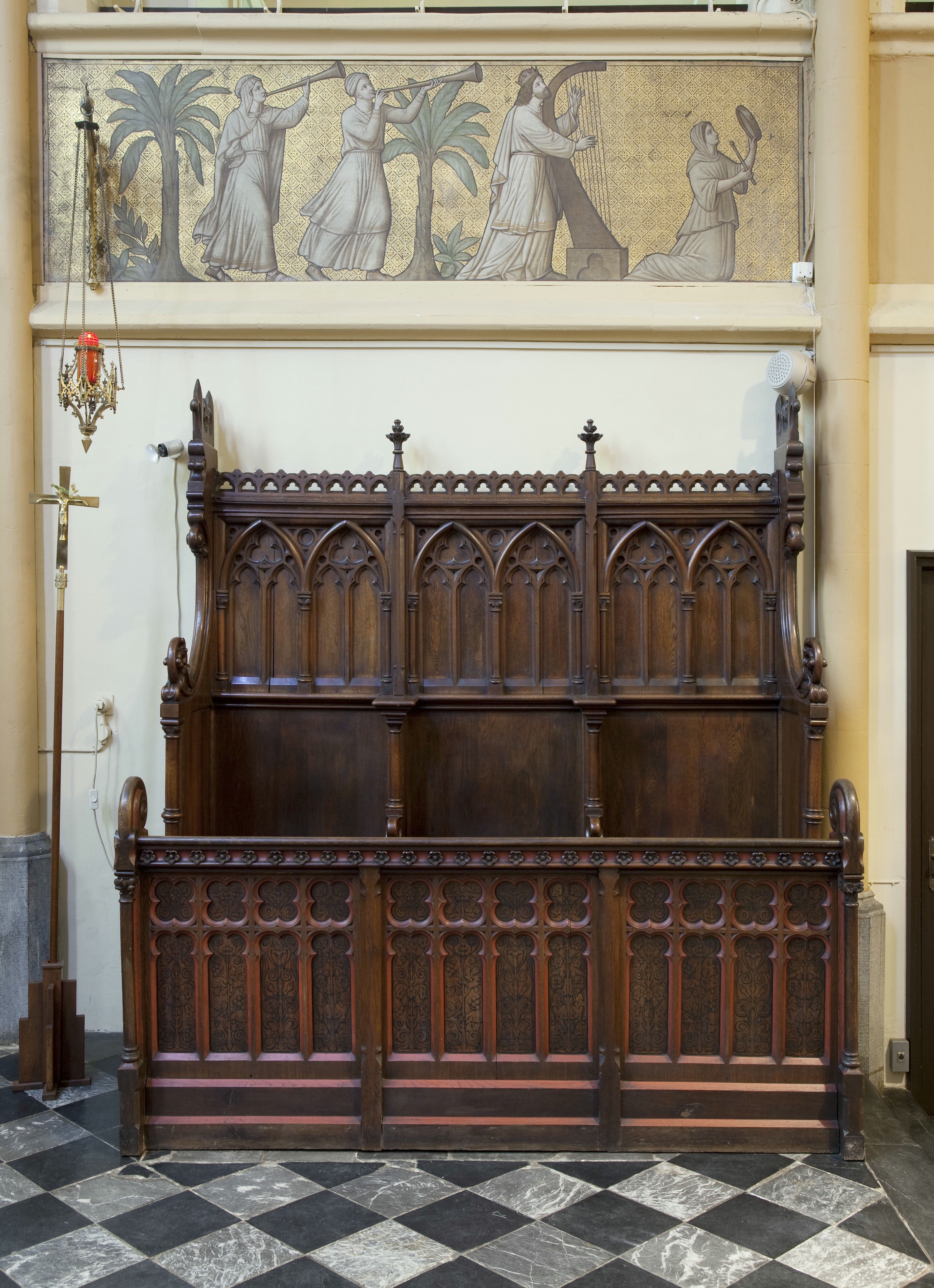
Koorbank en muurschildering

In het interieur bevindt zich een geschilderd triptiek uit de tweede helft van de 16e eeuw met voorstellingen uit het leven van de Heilige Remigius. Verder bezit de kerk een laatgotisch Mariabeeld van Jan van Steffeswert, dat mogelijk onderdeel is geweest van een marianum, een laat-15e-eeuws corpus van een crucifix, en twee gemarmerde houten beelden van Sint-Barbara en Sint-Nicolaas uit het begin van de 18e eeuw. Twee verzilverde borstbeelden van dezelfde heiligen dateren uit 1957.

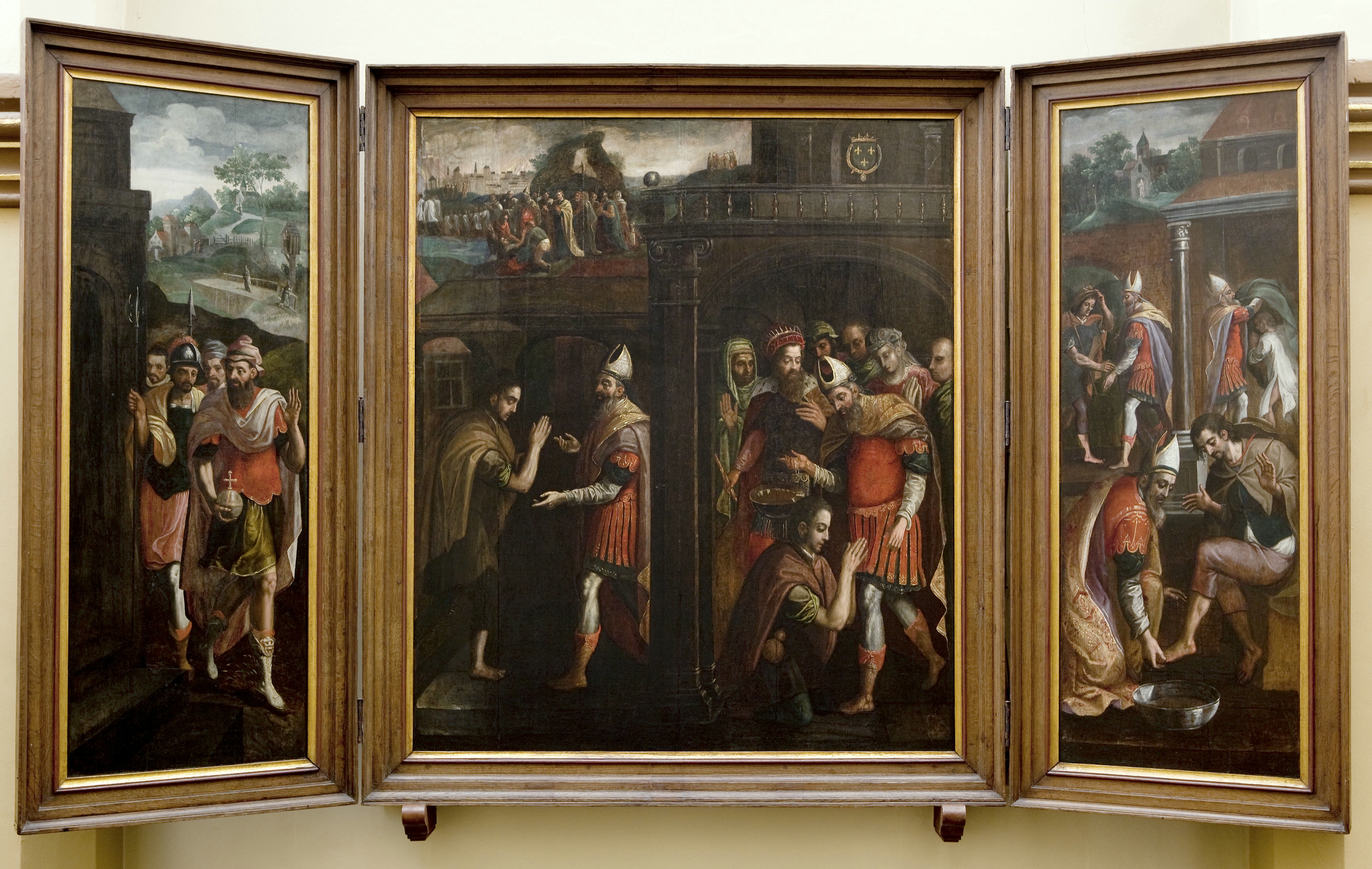
Drieluik Sint-Remigius
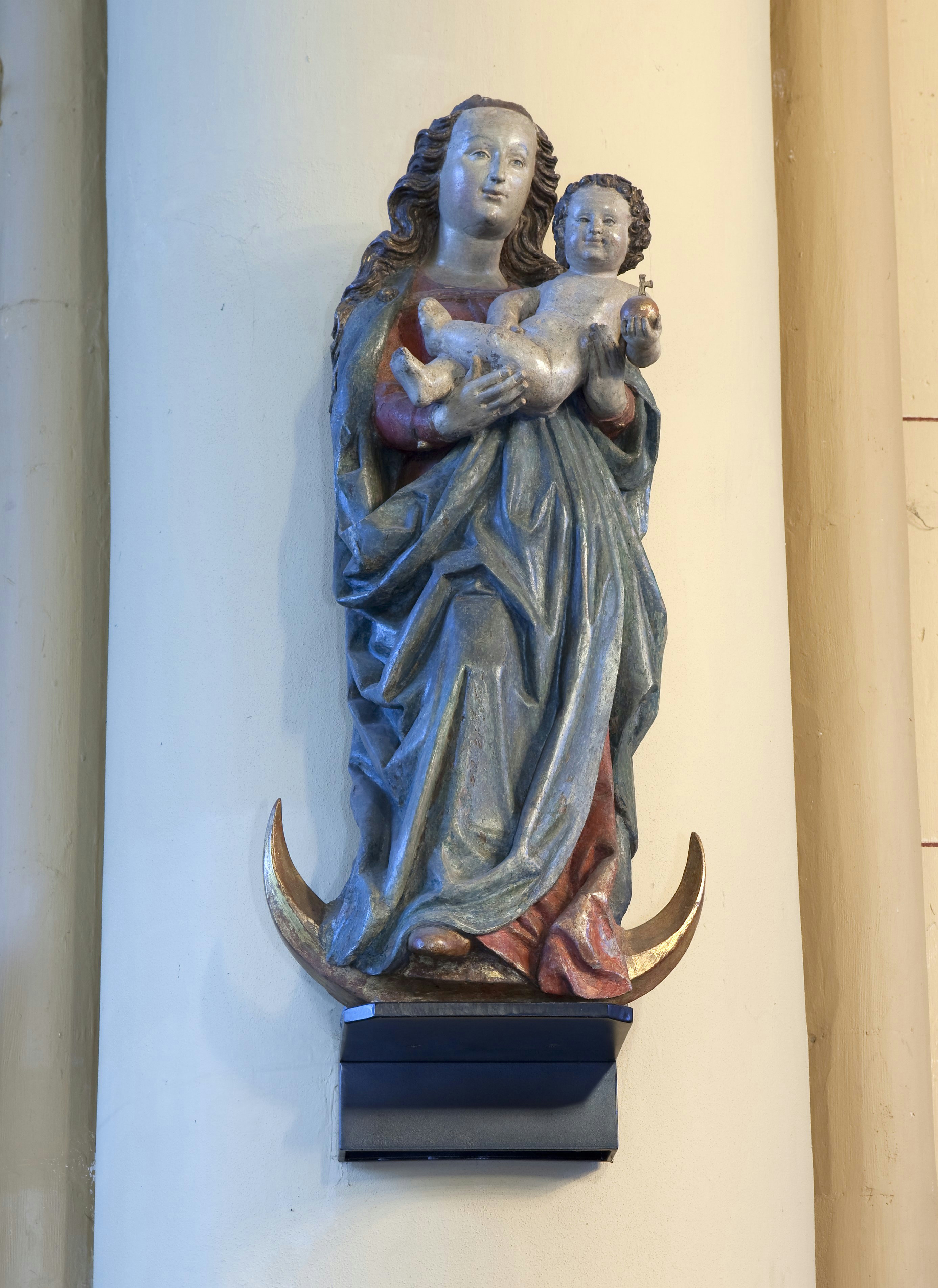
Maria met kind
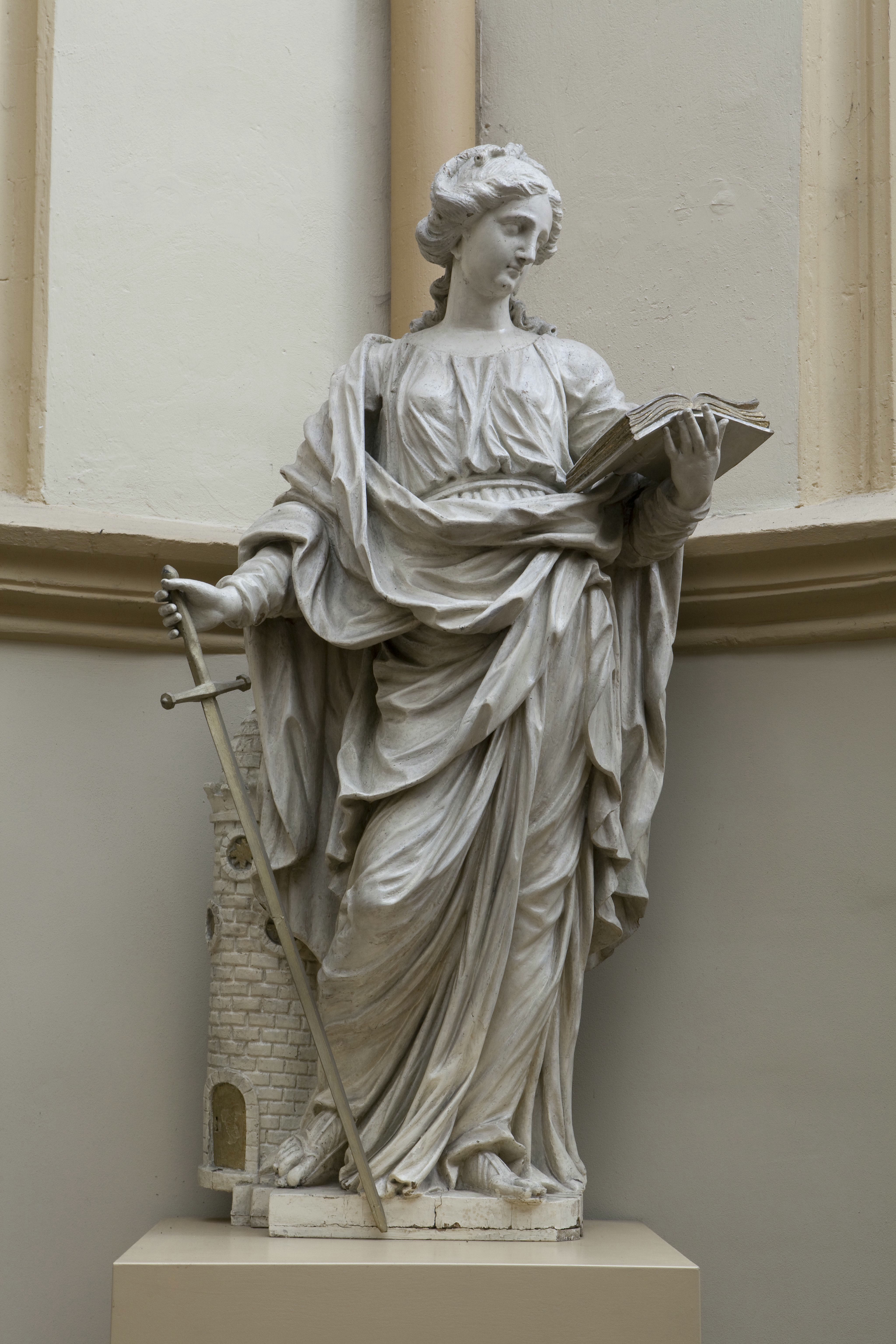
Sint-Barbara
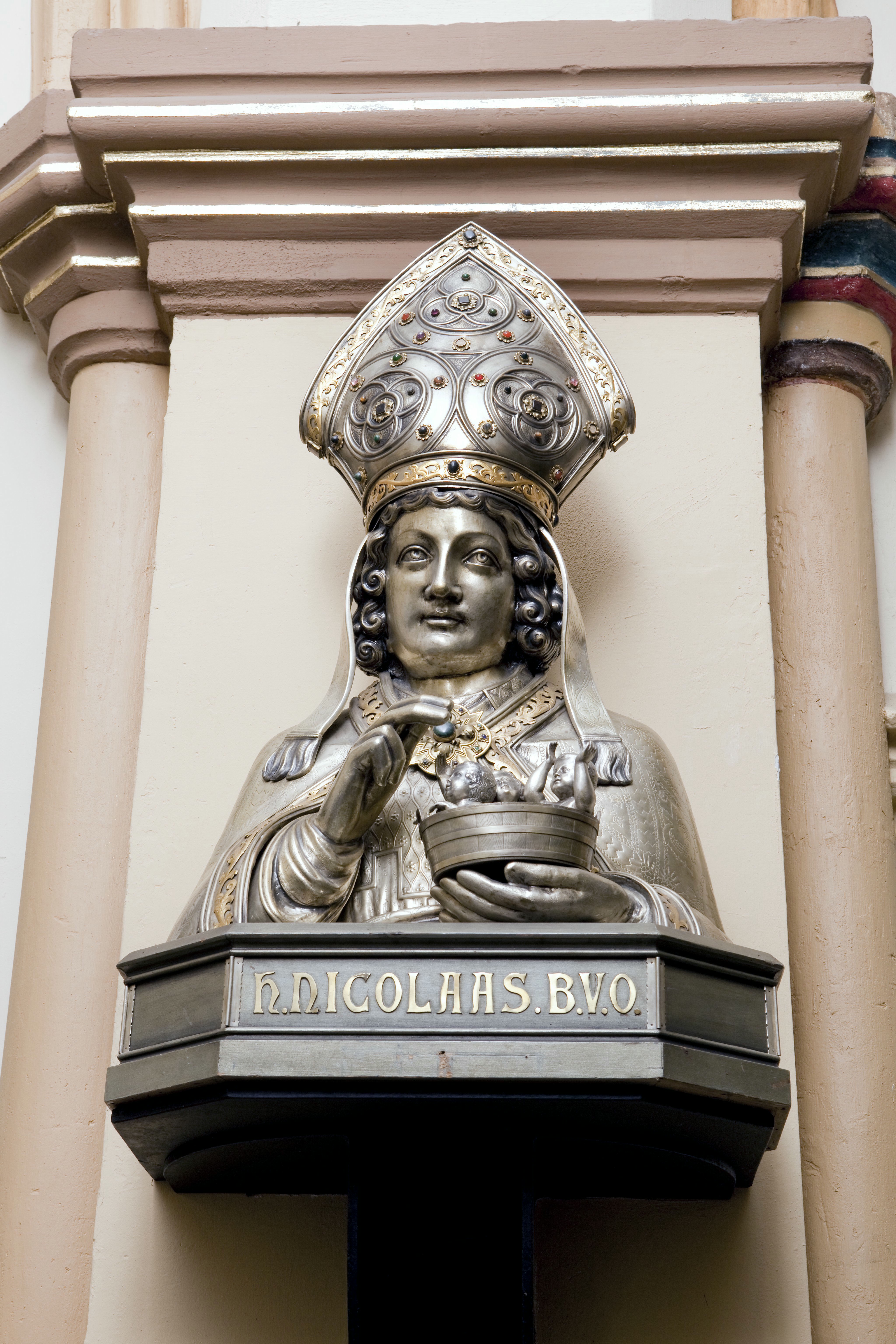
Borstbeeld Sint-Nicolaas